# Copa Latina 1955
La Copa Latina de 1955 fue la sexta edición de la Copa Latina, un torneo de fútbol organizado por las federaciones nacionales de España (RFEF) —promotora del evento—, Italia (FIGC), Francia (FFF), Portugal (FPF) y avalado por la FIFA para designar a la mejor asociación y club del sur de Europa.
El equipo vencedor de esta sexta edición fue el Real Madrid Club de Fútbol tras vencer al local Stade de Reims por dos goles a cero. En esta sexta edición se anotaron un total de 13 goles en 4 partidos arrojando una media de 3,25 goles por encuentro.
En el que era la segunda edición de un nuevo ciclo, Francia sumó siete puntos, por cinco de España e Italia y tres de Portugal.

## Desarrollo
Llegó la edición 1954 que coincidía con una nueva Copa del Mundo de selecciones. Para evitar los problemas precedentes decidió suspenderse hasta el año posterior. Francia fue la anfitriona de un torneo que vio por primera vez a Alfredo Di Stéfano, figura internacional y considerado como uno de los mejores futbolistas del momento junto al otro argentino, ya consagrado, Miguel Di Pace.

### Participantes
El Real Madrid Club de Fútbol y el Clube de Futebol Os Belenenses debutaban en la competición.
Nota: Nombres y banderas de clubes según la época.
| Equipos participantes                                                                              | |
| Semifinales                                                                                        | (Condición) |
| Real Madrid Club de Fútbol Stade de Reims Associazione Calcio Milan Clube de Futebol Os Belenenses | Campeón de España (Primera División 1954-55) Campeón de Francia (Division 1 1954-55) Campeón de Italia (Serie A 1954-55) Segundo clasificado (Primeira Divisão 1954-55) |

## Fase final

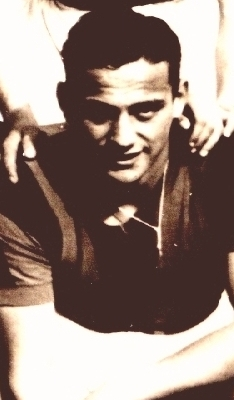
El argentino Héctor Rial marcó los dos goles con los que el Real Madrid Club de Fútbol derrotó en la final al Stade de Reims.

El equipo de Alfredo Di Stéfano, el Real Madrid Club de Fútbol se proclamó vencedor tras eliminar al Clube de Futebol Os Belenenses —subcampeón portugués— y vencer en la final al Stade de Reims por 2-0. Fue la consagración internacional de un joven Paco Gento, con una participación notable, junto al que él y Di Stéfano se formaría uno de los mejores equipos de la historia.
Para la fecha, el diario francés L'Équipe junto con la colaboración de otras sociedades y finalmente bajo el auspicio de la UEFA, habían iniciado las gestiones para organizar una competición internacional de clubes que incluyese a todas las federaciones del continente europeo. Nació así la Copa de Clubes Campeones de Europa que con el tiempo terminó por ensombrecer tanto a la Copa Latina como a la Copa Mitropa, hasta la fecha las únicas competiciones similares existentes.

“1.er projet de L'Équipe: fevrier 1955.
Projet d'un règlement d'une Coupe d'Europe de football
1.º Une compétition de football réservé aux grandes équipes européennes est organisée, a partir de la saison 1955-56, par le journal L'Équipe. Elle a nom "Coupe d'Europe de L'Equipe" et dotée d'un objet d'art par le journal organisateur. Se prendront part à cette compétition que les équipes invitées par les organisateurs. Une Commission d'Organisation, où entreront des représentants des grandes associations européennes, aura tout pouvoir pour appliquer le présent règlement.”

“1.er proyecto de L'Équipe: febrero de 1955.
Proyecto de un reglamento de una Copa de Europa de fútbol
Una competición de fútbol reservada para los grandes equipos europeos se organiza, a partir de la temporada 1955-56, por el diario L'Équipe. Ella tiene el nombre de "Copa de Europa de L'Équipe" y dotada con un objeto de arte por el diario organizador. Tomarán parte en esta competición los equipos invitados por los organizadores. Un Comité Organizador, donde entrarán los representantes de las principales asociaciones europeas, tendrá facultades para hacer cumplir el presente reglamento.”
Gabriel Hanot. Extracto del borrador del primer reglamento. Febrero de 1955. París

Finalmente fueron dieciocho los equipos que respondieron y apoyaron esta nueva iniciativa —uno por cada territorio representado—, acudiendo por invitación. Suiza, España, Portugal, Yugoslavia, Austria, Países Bajos, Italia, Protectorado del Sarre, Dinamarca, Francia, Hungría, Bélgica, Suecia, Polonia, Alemania y Escocia fueron los representantes finales a un torneo que contó con notables equipos ausentes en esta primera edición debido a la falta de consolidación de la recién creada UEFA para darle proyección suficiente y la indiferencia de la Federación Internacional de Fútbol Asociación (FIFA) con el incipiente torneo. Entre ellos, la Unión Soviética, Checoslovaquia e Inglaterra no contendieron finalmente, siendo la más notable la no comparecencia de un equipo inglés y cuyo honor debía recaer en el Chelsea Football Club, vigente campeón, pero The Football Association instó al club a no participar por diversos motivos siendo reemplazados por el representante polaco. Así, la competición no contó con un representante inglés después de que ellos y en especial el Wolverhampton Wanderers Football Club fuesen indirectamente los finales impulsores del torneo. El equipo del Midlands Occidental era considerado en la época como uno de los mejores equipos. Estos, tras vencer en un partido amistoso al Budapesti Honvéd Sport Egyesület —equipo formado casi en su totalidad por los «magiares mágicos» integrantes de la temible selección húngara y otra de las referencias— fueron proclamados por la prensa inglesa como los «campeones del mundo», provocando un impulso final para la creación de la competición.
Los contendientes de la competición latina decidieron completar el ciclo a la espera de cómo se desarrollaban los acontecimientos acudiendo paralelamente a ambos torneos.

## Partidos
El Real Madrid venció 2-0 al Belenense de Di Pace. Zárraga interceptó un pase del portero Perreira. 1 a 0. Di Stéfano para Pérez-Payá. 2 a 0.
 Reims venció al Milán. 3 a 2. Schiaffino a Sørensen. 0 a 1. Glovacki lo recibe de Koppa. 1 a 1. Templín. 2 a 1. Liedholm. 2 a 2. En la prórroga, Glovacki. 3 a 2.
Por el tercer puesto, Milán goleó 3-1 al Belenense. Nordahl a Ricagni. 1 a 0. Ricagni regatea a dos defensores tras recibir de Nordahl. 2 a 0. Matateu rebotó en un disparo que se estrelló en el palo. 2 a 1. Nordahl con disparo lejano. 3 a 1.
El Real Madrid venció al Reims por 2-0 y se hizo con el título. Di Stefano para Rial, el interior madridista marca el primer tanto. 1 a 0. Molowny se la pasa a Rial, que, de 20 metros de altura, dispara con fuerza para poner el 2-0.

### Eliminatorias
|  | Semifinales           | Semifinales         |   |                     | Final               | Final |  |
|  |                       |                     |   |                     |                     |       |  |
|  |                       |                     |   |                     |                     |       |  |
|  | 23 de junio (París)   |                     |   |                     |                     |       |  |
|  | Stade de Reims (pró.) | 3                   |   |                     |                     |       |  |
|  | A. C. Milan           | 2                   |   |                     |                     |       |  |
|  |                       |                     |   |                     |                     |       |  |
|  |                       |                     |   |                     | 26 de junio (París) |       |  |
|  |                       |                     |   |                     | Stade de Reims      | 0     |  |
|  |                       | Real Madrid C. F.   | 2 |                     |                     |       |  |
|  |                       |                     |   |                     |                     |       |  |
|  |                       |                     |   |                     |                     |       |  |
|  |                       |                     |   |                     | Tercer lugar        |       |  |
|  | 22 de junio (París)   | 22 de junio (París) |   | 25 de junio (París) | 25 de junio (París) |       |  |
|  | Real Madrid C. F.     | 2                   |   | A. C. Milan         | 3                   |       |  |
|  | C. F. Os Belenenses   | 0                   |   |                     | C. F. Os Belenenses | 1     |  |

#### Semifinales
| 22 de junio de 1955 | Stade de Reims                   | 3:2 (1:1, 1:1) (t. s.) | A. C. Milan                  | Parque de los Príncipes, París   |                                  |
|                     | Glovacki 45' 138' · Templin 100' | Reporte                | 26' Sørensen · 115' Liedholm | Árbitro(s): José Vieira da Costa | Árbitro(s): José Vieira da Costa |

| 22 de junio de 1955 | Real Madrid C. F.            | 2:0 (1:0) | C. F. Os Belenenses | Parque de los Príncipes, París |                                |
|                     | Zárraga 14' · Pérez-Payá 60' | Reporte   |                     | Árbitro(s): Vincenzo Orlandini | Árbitro(s): Vincenzo Orlandini |

#### Tercer puesto
| 25 de junio de 1955 | A. C. Milan                   | 3:1 (1:0) | C. F. Os Belenenses | Parque de los Príncipes, París |                              |
|                     | Ricagni 16' 73' · Nordahl 83' | Reporte   | 81' Matateu         | Árbitro(s): Juan Gardeazábal   | Árbitro(s): Juan Gardeazábal |

#### Final
| 1     | POR   | Juan Alonso          |  |
| 2     | DEF   | Ángel Atienza        |  |
| 3     | DEF   | Joaquín Oliva        |  |
| 4     | DEF   | Joaquín Navarro      |  |
| 5     | MED   | Miguel Muñoz         |  |
| 6     | MED   | José María Zárraga   |  |
| 7     | DEL   | Héctor Rial          |  |
| 8     | DEL   | José Luis Pérez-Payá |  |
| 9     | DEL   | Alfredo Di Stéfano   |  |
| 10    | DEL   | Luis Molowny         |  |
| 11    | DEL   | Paco Gento           |  |
| D. T. | D. T. | José Villalonga      |  |

| 1     | POR   | Paul Sinibaldi  |  |
| 2     | DEF   | Simon Zimny     |  |
| 3     | DEF   | Robert Jonquet  |  |
| 4     | DEF   | Raoul Giraudo   |  |
| 5     | MED   | Armand Penverne |  |
| 6     | MED   | Robert Siatka   |  |
| 7     | DEL   | Michel Hidalgo  |  |
| 8     | DEL   | Léon Glowacki   |  |
| 9     | DEL   | Raymond Kopa    |  |
| 10    | DEL   | René Bliard     |  |
| 11    | DEL   | Jean Templin    |  |
| D. T. | D. T. | Albert Batteux  |  |

| 6' · 73' | Héctor Rial | 1:0 2:0 |

| Principal | Fernandes Joaquim Campos |

| 1     | POR   | Juan Alonso          |  |
| 2     | DEF   | Ángel Atienza        |  |
| 3     | DEF   | Joaquín Oliva        |  |
| 4     | DEF   | Joaquín Navarro      |  |
| 5     | MED   | Miguel Muñoz         |  |
| 6     | MED   | José María Zárraga   |  |
| 7     | DEL   | Héctor Rial          |  |
| 8     | DEL   | José Luis Pérez-Payá |  |
| 9     | DEL   | Alfredo Di Stéfano   |  |
| 10    | DEL   | Luis Molowny         |  |
| 11    | DEL   | Paco Gento           |  |
| D. T. | D. T. | José Villalonga      |  |

| 1     | POR   | Paul Sinibaldi  |  |
| 2     | DEF   | Simon Zimny     |  |
| 3     | DEF   | Robert Jonquet  |  |
| 4     | DEF   | Raoul Giraudo   |  |
| 5     | MED   | Armand Penverne |  |
| 6     | MED   | Robert Siatka   |  |
| 7     | DEL   | Michel Hidalgo  |  |
| 8     | DEL   | Léon Glowacki   |  |
| 9     | DEL   | Raymond Kopa    |  |
| 10    | DEL   | René Bliard     |  |
| 11    | DEL   | Jean Templin    |  |
| D. T. | D. T. | Albert Batteux  |  |

| 6' · 73' | Héctor Rial | 1:0 2:0 |

| Principal | Fernandes Joaquim Campos |

| 1     | POR   | Juan Alonso          |  |
| 2     | DEF   | Ángel Atienza        |  |
| 3     | DEF   | Joaquín Oliva        |  |
| 4     | DEF   | Joaquín Navarro      |  |
| 5     | MED   | Miguel Muñoz         |  |
| 6     | MED   | José María Zárraga   |  |
| 7     | DEL   | Héctor Rial          |  |
| 8     | DEL   | José Luis Pérez-Payá |  |
| 9     | DEL   | Alfredo Di Stéfano   |  |
| 10    | DEL   | Luis Molowny         |  |
| 11    | DEL   | Paco Gento           |  |
| D. T. | D. T. | José Villalonga      |  |

| 1     | POR   | Paul Sinibaldi  |  |
| 2     | DEF   | Simon Zimny     |  |
| 3     | DEF   | Robert Jonquet  |  |
| 4     | DEF   | Raoul Giraudo   |  |
| 5     | MED   | Armand Penverne |  |
| 6     | MED   | Robert Siatka   |  |
| 7     | DEL   | Michel Hidalgo  |  |
| 8     | DEL   | Léon Glowacki   |  |
| 9     | DEL   | Raymond Kopa    |  |
| 10    | DEL   | René Bliard     |  |
| 11    | DEL   | Jean Templin    |  |
| D. T. | D. T. | Albert Batteux  |  |

| 6' · 73' | Héctor Rial | 1:0 2:0 |

| Principal | Fernandes Joaquim Campos |

| 1     | POR   | Juan Alonso          |  |
| 2     | DEF   | Ángel Atienza        |  |
| 3     | DEF   | Joaquín Oliva        |  |
| 4     | DEF   | Joaquín Navarro      |  |
| 5     | MED   | Miguel Muñoz         |  |
| 6     | MED   | José María Zárraga   |  |
| 7     | DEL   | Héctor Rial          |  |
| 8     | DEL   | José Luis Pérez-Payá |  |
| 9     | DEL   | Alfredo Di Stéfano   |  |
| 10    | DEL   | Luis Molowny         |  |
| 11    | DEL   | Paco Gento           |  |
| D. T. | D. T. | José Villalonga      |  |

| 1     | POR   | Paul Sinibaldi  |  |
| 2     | DEF   | Simon Zimny     |  |
| 3     | DEF   | Robert Jonquet  |  |
| 4     | DEF   | Raoul Giraudo   |  |
| 5     | MED   | Armand Penverne |  |
| 6     | MED   | Robert Siatka   |  |
| 7     | DEL   | Michel Hidalgo  |  |
| 8     | DEL   | Léon Glowacki   |  |
| 9     | DEL   | Raymond Kopa    |  |
| 10    | DEL   | René Bliard     |  |
| 11    | DEL   | Jean Templin    |  |
| D. T. | D. T. | Albert Batteux  |  |

| 6' · 73' | Héctor Rial | 1:0 2:0 |

| Principal | Fernandes Joaquim Campos |

|                                             |
| Bandera de España                           |
| Campeón REAL MADRID C. F. (RFEF) 1.º título |

## Estadísticas

### Máximos goleadores
| Jugador                 | Club                       | Goles | PJ |
| ----------------------- | -------------------------- | ----- | -- |
| Léon Glovacki           | Stade de Reims             | 2     | 2  |
| Héctor Rial             | Real Madrid Club de Fútbol | 2     | 2  |
| Eduardo Ricagni         | Associazione Calcio Milan  | 2     | 2  |
| Jørgen Leschly Sørensen | Associazione Calcio Milan  | 1     | 1  |
| Nils Liedholm           | Associazione Calcio Milan  | 1     | 1  |
| Matateu                 | Belenenses                 | 1     | 2  |
| Gunnar Nordahl          | Associazione Calcio Milan  | 1     | 2  |
| José Luis Pérez-Payá    | Real Madrid Club de Fútbol | 1     | 2  |
| Jean Templin            | Stade de Reims             | 1     | 2  |
| José María Zárraga      | Real Madrid Club de Fútbol | 1     | 2  |

## Máximos Asistentes
2 asistencias
- Gunnar Nordahl
- Di Stéfano

1 Asistencia
- Juan Alberto Schiaffino
- Raymond Kopa
- Luis Molowny